# Capannoli
Capannoli är en kommun i provinsen Pisa i regionen Toscana i Italien cirka 25 km sydöst om Pisa. Kommunen hade 6 395 invånare (2018) och den gransar till kommunerna  Casciana Terme Lari, Ponsacco, Palaia, Peccioli, Pontedera och Terricciola.